# 餐桌禮儀

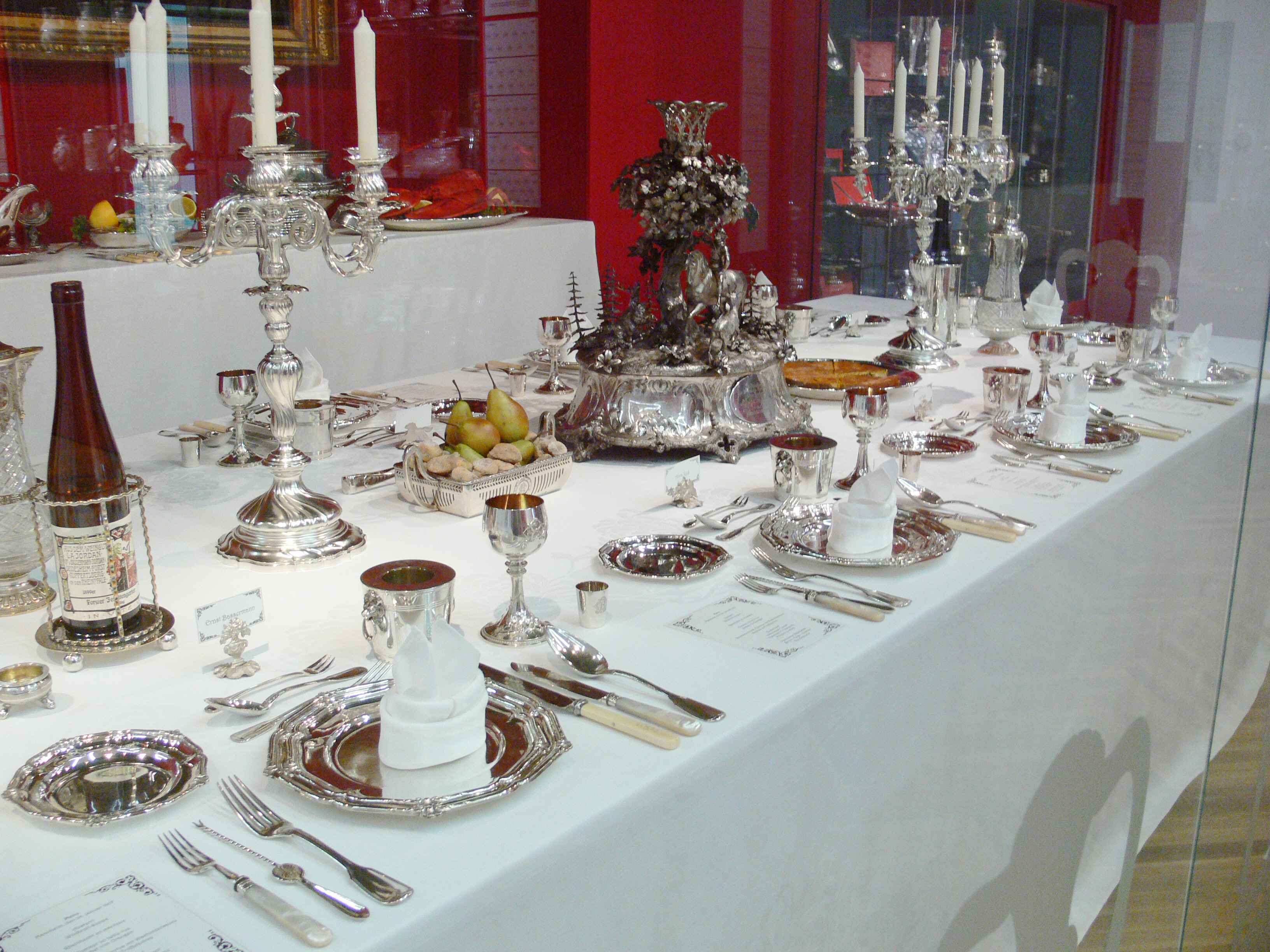
餐桌禮儀可以表現文明的水準

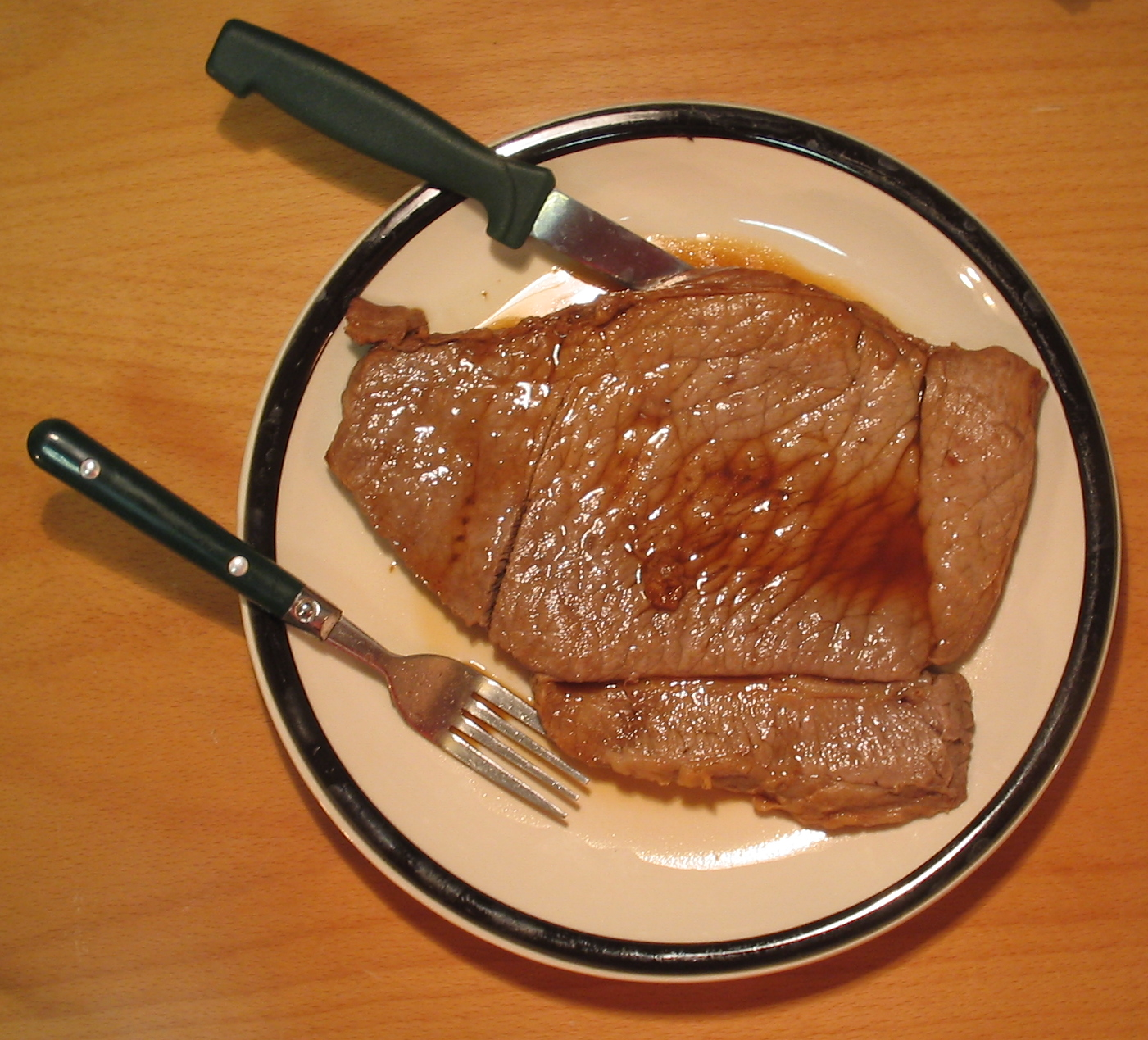
吃大塊的食物，應要用刀叉先分成一小塊一小塊；勿把一大塊肉放在嘴前拉扯。

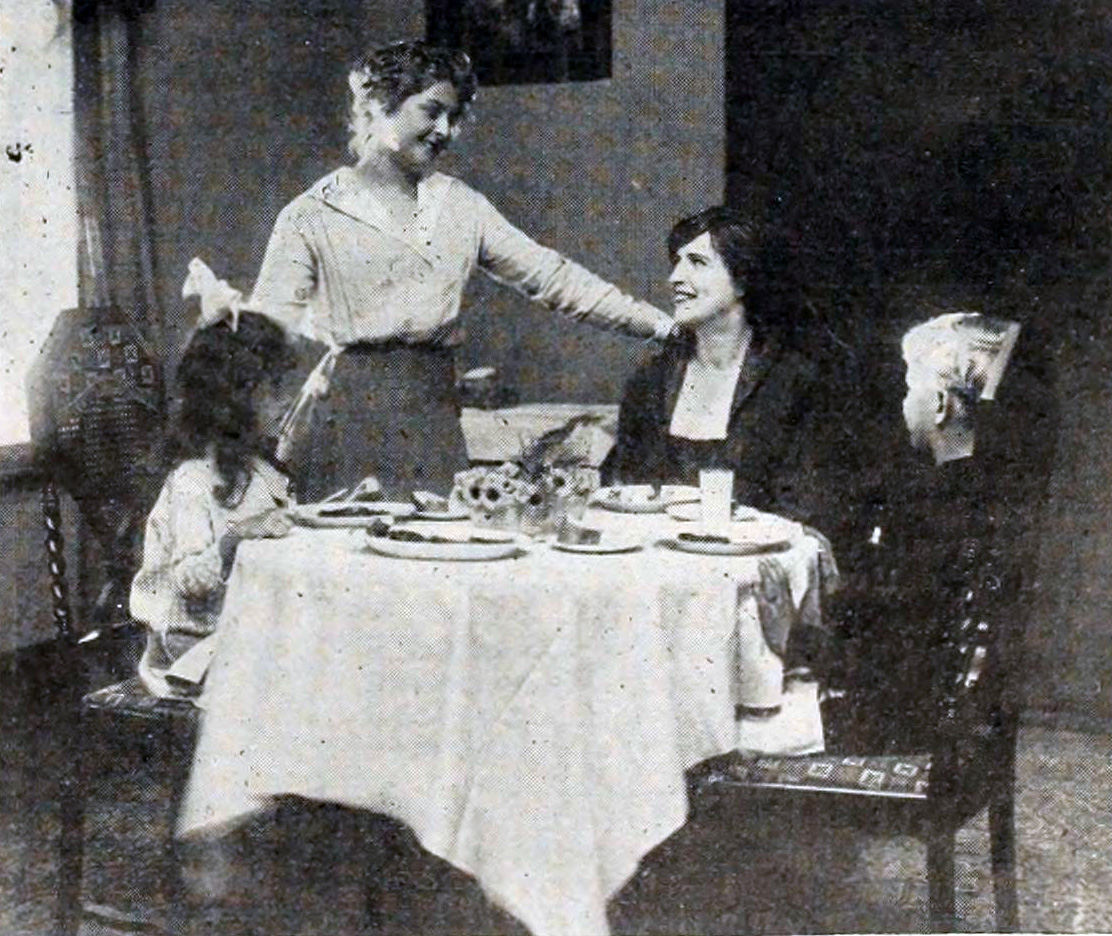
Table Manners in the Nursery (1916)

餐桌礼仪，是指人類社會在进餐时的各种公認禮貌標準，相反有某些举止行為，在进餐时被視为是无礼，或影响別人食欲的。各国人们由于文化各异，所以餐桌礼仪在各国都有很大的不同。

## 基本
通常死亡、疾病和排泄都是不应该在餐桌上提起的话题。在有些文化中进餐时要表现出优雅的态度，所以有些特定的习惯和礼仪。
- 提早預約餐廳。
- 接受他人邀請時，應儘早回覆。
- 進入餐廳時，需由侍者（領檯）帶領入坐，不可冒然入位。
- 一般椅子是由左側入座，而上位則是在離出口最遠，能看清楚全場的安靜位子。
- 如為分餐制，點菜時，送上來的料理數目必需和用餐人數配合。
- 選擇單點料理時，要依照套餐的順序來點菜。
- 用餐時，補妝要到化妝室，避免在眾人面前補妝。
- 事情必需在事前安排妥當，避免中途離席。
- 不要大聲喧嘩。進食時，亦不可發出噪音。
- 用餐速度賓主需互相配合。
- 留意殘留在杯子邊緣的口紅印。
- 不可抓頭。
- 不可亂動餐具。
- 在公眾場合中，且特別是在餐桌上面向其他用餐者擤鼻涕，是非常無禮的。
- 將餐點吃光，才是得體的表現。
- 對大多數人來說，在飯前或飯局中談及關於廁所和令人喪盡食慾的話題是很讓人討厭的。
- 在用餐时打嗝是不禮貌的行為。
- 當用完餐後，將食具放於適當的位置。

## 中式餐桌禮儀

### 座位席次和料理的擺設
- 中餐大致上都使用圓桌。

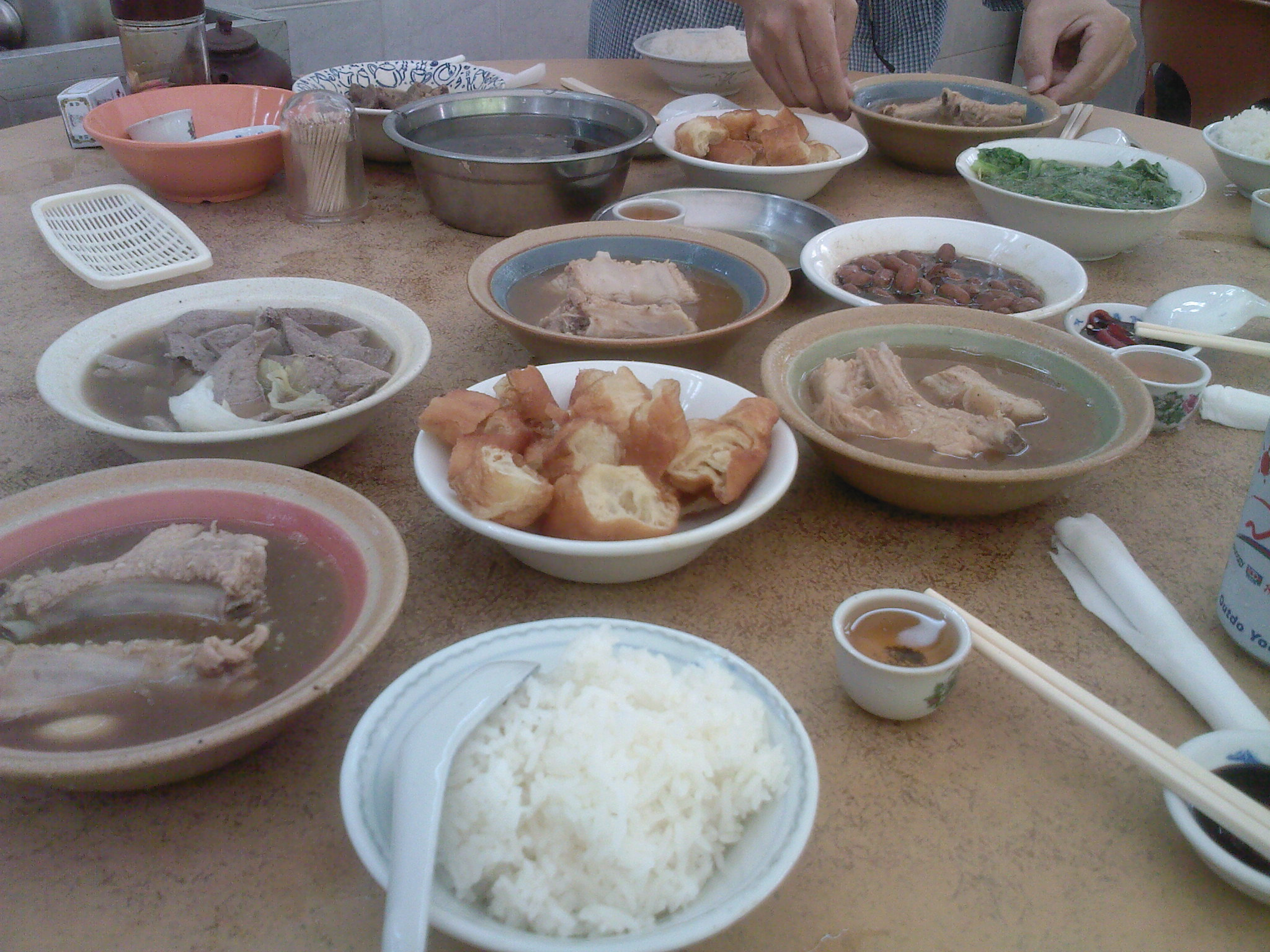
中式餐桌擺放

- 圓桌離入口最遠處是屬於上座，接著就是主陪（宾主）的右邊，再來是左邊，依序而下。接近入口的座位是下座。

- 通常餐具也有固定的位子：正面的最前面是餐巾，右前方的是取菜的盤子，左側是湯匙與佈菜的深盤，右側是湯匙和筷子，杯置於右側。正面的內側是骨碟。

### 使用旋轉桌的注意事項
- 旋轉桌旋轉的方向由主賓向左轉，即順時鐘方向。

- 不可以把自己的餐具放在旋轉桌上。

- 轉動旋轉桌時，要小心別太用力，也要注意旁邊的餐具。

- 不要於別人正在取菜或餐具時轉動餐桌。

### 享用佳餚的注意事項
- 必須等到所有人到齊才可以開始用餐，先等長輩、前輩或客人挾取食物，然後才到後輩。吃完飯時，後輩、下級要等長輩吃完離席方可離席。

- 不能用手拿著盤子。

- 儘量一道料理配一個專用的取用盤，以免使味道混淆。

- 扶碗則是以不會翻倒，個人需求方便為主

- 用餐時，避免破壞佳餚上的整潔，需小心取用。
- 儘量不要張開嘴唇咀嚼。

- 用麵食時，用筷子挾麵條，放在湯匙中再享用，看起來比較優雅。

- 不要把筷子直插在碗中、吮或敲打碗子。

- 取菜時，應直接挾取最靠近自己者，不要伸長手臂挾取對方面前的餸菜(民間俗稱「飛象過河」)，或在盤中翻攪餸菜去挾取自己想吃的部分，因爲這被視爲無禮。

- 不可將裝有麵食的碗端起來直接喝，更不能發出聲音。

- 喝茶時，若沒有服務生，作東的主人要為所有客人按顺时针的顺序倒茶，等茶葉沉下後，把杯蓋稍微挪開再飲用。（主宾可先倒，其次副宾，之后按顺序

## 西式餐桌禮儀
座位安排原則
- 女性优先。在排定西餐座次时，主位男主人请就座，而女主人位居第二位。
- 以右为尊。在排定座次时，以右为尊。
- 面门为上。面对正门者为上座，背对正门者为下座。
- 交叉排列。男女交叉排列，生人与熟人交叉排列。
- 美國餐桌禮儀從入座，拿取餐巾、開動、取用餐具、離席，皆有自成一套的規矩，而其中座次與餐具安排，主人會於餐前準備妥當，無需費心。但應熟悉餐具使用順序及位置功能，以免拿錯。
- 女主人宣佈晚宴就緒後，男主人引領著客人依次入座，而女主人則走在最後面。有些細心的主人尚會在餐桌上放置姓名卡，以表示座次，若沒有此項安排，則其原則如下
- 座次安排以男女間隔而坐為原則。男主客優先入坐，其位置在女主人右邊，而女主客則在男主人右邊。其他夫婦則以對角方式而坐。男女夫婦分坐顯示出美式宴會之開放與活潑，期望藉由宴席上座次的安排，增進彼此間之熟稔，並使用餐話題多樣化，氣氛和樂。
- 入坐原則係客先入坐，長者較年輕者先入坐，已婚較未婚先入坐，陌生人較熟識客人或家人先入坐。

### 餐具的擺設
- 大致上，擺在中央的稱為擺飾盤，用來裝一般料理。

- 餐巾一般是置於裝飾盤的上面或左。

- 盤子旁邊擺刀、叉、湯匙等。依用餐順序：前菜、湯、料理、魚類、肉類、視所需由外而內取用。
- 左手邊是麵包盤和奶油刀，裝飾盤對面則放咖啡或吃點心所用的小湯匙和刀叉。
- 餐具之取用係由外而內。但有一例外，即當沙拉與主菜同時上桌時，沙拉所需使用之刀叉乃放在最靠餐盤的位置，即主菜刀叉的內側。沙拉盤則在主菜所用之刀叉之左方。（主菜叉子位置在餐盤左方、餐盤右方為主菜刀子）。
- 如沒有沙拉盤擺於桌面，則沙拉用之刀叉會隨沙拉上桌一併送上。另一例外，即吃蠔(oyster)所用之叉子在餐盤右方餐具的最外側，湯匙的位置在所有刀子的右方，最外者為喝湯用，介於刀及湯匙間之小匙，則為吃甜點(dessert)之用。而甜點叉則在餐盤最左方。但平常為避免混淆，則會將吃甜點所需之餐具置於餐盤上方，以示區別。
- 坐定後必須注意女主人的暗示。當女主人打開餐巾，放在膝上表示開動，女主人將餐巾取下放在桌上則表示餐宴完畢。即使已填滿肚子，也應繼續進餐，到餐會結束。餐巾正確的位置應放在膝上，而非夾在衣領或衣帶間。用完餐巾應稀鬆放在餐盤之左方，如餐盤已移走，則放在正中央，切勿將之揉成一團。餐巾的用途乃揩嘴之手，尤其是喝飲料前最好能揩一下嘴，以免杯子盡是油漬。餐巾不可用來當桌布，擦去桌巾的污漬。如不小心弄髒了桌巾，應向主人道歉。
- 餐具取用由外而內，切用時或以法式之左手拿叉，右手拿刀邊切邊用。或為英美式，右手拿刀，左手拿叉，切好，改以右手拿叉取用。美國較偏好後者，但法式亦為美國人所接受。談話間有肢體表情或傳菜時，應將刀叉放下，不可持刀叉於空中揮動。刀叉用完後應橫放於在餐盤中央，而非盤邊，或餐桌上，放置方式刀口朝己，叉口朝左，以便取走之安全性。餐盤用完後，不應往外推，留在原處即可。

- 右上角會擺設玻璃杯類的餐具：
- 最大的是裝水用的高腳杯。
- 次大的是紅葡萄酒所用的。
- 略瘦長的玻璃杯是白葡萄酒所用。
- 視情況也會擺上香檳或雪莉酒所用的玻璃杯。
- 若是在餐廳食用，餐巾應對折並放在腿上，吃到一半離開時，應放在椅上，不吃時，應放在桌上。

### 刀叉的使用方法
- 拿刀叉的手是固定的，右手拿刀，左手拿叉。
- 拿刀的手的食指，壓著刀叉的背柄來使用，如此才能使力。

- 叉子不只用來壓食物和叉東西而已，也可以用來舀豆子和米飯。

- 如果用左手拿叉不方便，也可以使用右手，但必須先把刀放下。

- 用餐中，有事而離席時，必須把刀叉擺成八字型放在餐盤上。

- 用餐結束後，則是平行的斜放在五點鐘位置。

### 喝湯的禮儀
西式料理用餐時，不能發出聲音為一大原則。如果在喝湯時發出聲音就是違反禮儀。中䬸視湯是飲料，而西式料理則視為湯是食物，是用來食用而非飲用。
食用裝在有雙耳的湯杯中時，為了測試湯的冷熱程度，可以使用附帶的小湯匙先試一口。使用後的小湯匙可以放在靠近身體這一邊的底盤上；不可置於湯杯中。試過湯的溫度後，可以用雙手拿著湯杯耳，把湯杯端到口邊直接飲用。至於湯中的食物則可以用湯匙來舀食。
沒有湯耳的湯盤，要用大湯匙來舀食。拿湯匙的姿勢像握鉛筆一樣，由內經外側舀食。由內經外舀食是屬英國式；反之則是法國式，日本一般採用英國式。把湯倒入口中時，不可發出聲音，然後再用沒有殘留湯的湯匙，由自己的面前往外舀湯進食。
使用完畢後把湯匙放在靠自己身前的底盤上，或是放在湯碗中。謹要把湯匙的柄放在右邊的原則，而湯匙凹陷的部份必須向上；湯杯與湯盤都是如此。用湯時，不可噘起嘴來用力把湯吹涼。

### 食用麵包的禮儀
- 放置麵包的位置一定是置於主菜的左側。

- 如果一開始就有麵包，要知道在餐具左側的麵包是屬於你的。

- 如果選擇的如法國麵包一般的麵包時：

食用時可用左手拿麵包，再用右手把麵包撕成小塊，然後用左手拿著小麵包，而用右手塗抹奶油。
要注意的是把麵包撕成小塊後再塗奶油。
- 塗抹奶油時，要使用個人的奶油刀，如果沒有附上奶油刀，則可使用料理用刀。

- 必須注意不可獨占共用的奶油刀。

### 菜餚及調味料之傳取
- 一般而言，若進餐時沒有服務生，菜餚則以傳取方式進行，傳取順序係由女主客優先，男主客最後傳取時可以逆時針方式進行。依西方禮儀，傳菜時男士不可幫女士拿菜，只能從旁代為幫忙拿住菜盤，而由女士取她想要。取菜時，應直接拿取最靠近自己者，不要在盤中翻攪。當某道菜或調味品無法取到時，可要求最靠近該道菜的男賓客傳給你。當調味品如鹽、胡椒等在餐桌上看不到時，可以請問女主人，遞取一些給你。

## 日式餐桌禮儀

### 基本禮儀
- 在日本，一些餐廳及私人住家是使用放在地上的日式矮桌及座墊，而不是用西式的桌子和椅子。
- 在日本，吃飯前要說“いただきます”（意思是「我很高興的享用」）；飯後要說“ごちそうさま（でした）”（意思是「謝謝您讓我享用這頓飯」）。
- 在一般家庭中用餐或是在某些餐廳（例如居酒屋）中用餐的時候，通常是大家一起合吃桌上的幾道菜，很少有為個人單獨上一份菜的。在這種情形下，你應該要自己用筷子的另一頭（如果你已經用過它們的話）或使用公筷，將大盤中的菜拿一些到自己的盤子裡。

- 將你的餐點吃到一粒米都不剩，才是得體的表現。

- 當用完餐後，請試著將你的食具放回吃之前的位置。這包括把蓋子放回原來的食器上和把筷子放回筷箸或紙袋中。

### 食用的方法
米飯：
- 一隻手拿飯碗，另一隻手拿筷子，在吃飯時用筷子夾食物入口，並且將碗拿近你的嘴邊。不要把醬油倒進煮好的白米飯中。

味噌湯：
- 就像用杯子喝東西一樣地喝在碗中的湯，然後用你的筷子撈出裡面的湯料來吃。

壽司：
- 倒少許醬油在店家提供的小碟子裡。浪費醬油是被視為沒禮貌的；所以不要倒比你實際要用的量還多的醬油在小碟子中。
- 你不需要把芥末加在你的醬油裡，因為在壽司中已經有放芥末了。何況，有些壽司在品嚐時是不需要加芥末的。
- 但是，如果你選擇加些芥末，為了不要冒犯到壽司師傅，所以只要加一點點就好。如果你不喜歡芥末，你可以要求不要加芥末在你的壽司裡。
- 在吃握壽司時，將魚肉那面朝下去沾醬油。有幾種握壽司是不用沾醬油的，例如，用醃過的魚料做的壽司。
- 在吃軍艦壽司時，可以滴少許醬油在魚料上面，而不要拿它去沾醬油。

麵條：
- 用你的筷子夾起麵條，一點點地吃進嘴裡，當把麵吸進嘴裡時，要發出適當的聲音。試著學看看你周圍的人的吃麵聲。
- 為了避免麵湯濺出，盡量縮短碗與自己嘴巴的距離。如果店家有提供陶製湯匙，可以用它來喝湯。不然，要喝湯就要把碗舉到自己嘴邊來喝。

咖哩飯：
- 咖哩飯（日式咖哩飯）以及其他的米飯料理，就是米飯拌著其他的醬料（例如蓋飯料理），若只用筷子吃的話會有點困難，所以多半都是用筷子伴隨著大湯匙而不是只用筷子吃。

一大塊的食物：（例如，炸蝦天婦羅、豆腐）
- 用筷子把大塊的食物分成小塊，或者就是把那一大塊拿起來咬一口吃，再把剩下的放回自己的盤子裡。